# UK Championship
Die UK Championship ist ein Profi-Snookerturnier, das zu den Turnieren der Main Tour gehört. Es ist eines der drei Triple-Crown-Events. Rekordsieger mit acht Turniersiegen ist Ronnie O’Sullivan. Mit seinen Siegen 1993 und 2023 ist er der jüngste wie auch der älteste Sieger des Turniers.

## Geschichte
Erstmals ausgetragen wurde das Turnier als United Kingdom Snooker Championship im Jahr 1977. Teilnahmeberechtigt waren damals nur britische Spieler. (Der erste Sieger Patsy Fagan trat zwar unter irischer Nationalität an, er war aber auch im Besitz eines britischen Passes.)
Ausgetragen wurde die erste Auflage im Tower Circus in Blackpool. 1978 wurde das Turnier zunächst in die Guild Hall von Preston verlegt, wo es bis 1997 bleiben sollte. 1984 wurde die UK Championship für alle Spieler freigegeben und erhielt den Rang eines Ranglistenturniers.
Das Turnier zog ab 1998 häufig um. Zunächst ging es in das International Centre in Bournemouth und später in das Barbican Centre von York. Von 2007 bis 2010 fand die UK Championship vorübergehend im Telford International Centre in Telford statt (wie früher bereits der Grand Prix). Seit 2011 findet es wieder im Yorker Barbican Centre statt. (Ausnahme war 2020, als wegen der Covid-19-Pandemie fast alle Turniere nach Milton Keynes verlegt wurden.)
Bei den Sponsoren kam es zu noch mehr Wechseln. Im Laufe der Jahre waren folgende Firmen Hauptsponsor: Super Chrystalate, Coral, Tennants, Stormseal, Royal Liver Assurance, Liverpool Victoria, Powerhouse, Travis Perkins, Maplin Electronics, Pukka Pies, 12BET.com, williamhill.com, Betway, Cazoo und MrQ.
Bisher wurden im Rahmen der UK Championship 17 Maximum Breaks gespielt. Willie Thorne war 1987 der erste Spieler, dem ein „perfektes Break“ von 147 Punkten gelang. Es folgten Peter Ebdon (1992), Stephen Hendry (1995 und 1999), Nick Dyson (Qualifikation 2000), David Gray (2004), Ding Junhui (2008), Andy Hicks und Jack Lisowski (beide 2012 in der Qualifikation), John Higgins (2012), Mark Selby (2013), Ronnie O’Sullivan (2007 und 2014), Neil Robertson (2015), Mark Allen (2016), Barry Hawkins (2019), Kyren Wilson und Stuart Bingham (beide 2020), Gary Wilson (2021), Xu Si (2023) und Zhang Anda (2024). Insgesamt ist die UK Championship das Profiturnier mit den meisten Maximum Breaks.
Darüber hinaus gelang Jamie Burnett 2004 eine sogenannte 16-Reds-Clearance. Durch einen Free Ball zu Beginn des Frames gelang ihm ein Break von 148 Punkten, welches zugleich das höchste Break in einem offiziellen Profiturnier darstellte.

## Sieger
| Jahr                                            | Austragungsort                                  | Sieger                                          | Ergebnis                                        | Finalist                                        | Hauptsponsor                                    | Saison                                          |
| UK Championship – kein Ranglistenturnier-Status | UK Championship – kein Ranglistenturnier-Status | UK Championship – kein Ranglistenturnier-Status | UK Championship – kein Ranglistenturnier-Status | UK Championship – kein Ranglistenturnier-Status | UK Championship – kein Ranglistenturnier-Status | UK Championship – kein Ranglistenturnier-Status |
| ----------------------------------------------- | ----------------------------------------------- | ----------------------------------------------- | ----------------------------------------------- | ----------------------------------------------- | ----------------------------------------------- | ----------------------------------------------- |
| 1977                                            | Blackpool – Tower Circus                        | Patsy Fagan                                     | 12:9                                            | Doug Mountjoy                                   | Super Chrystalate                               | 1977/78                                         |
| 1978                                            | Preston Guild Hall                              | Doug Mountjoy                                   | 15:9                                            | David Taylor                                    | Coral                                           | 1978/79                                         |
| 1979                                            | Preston Guild Hall                              | John Virgo                                      | 14:13                                           | Terry Griffiths                                 | Coral                                           | 1979/80                                         |
| 1980                                            | Preston Guild Hall                              | Steve Davis                                     | 16:6                                            | Alex Higgins                                    | Coral                                           | 1980/81                                         |
| 1981                                            | Preston Guild Hall                              | Steve Davis                                     | 16:3                                            | Terry Griffiths                                 | Coral                                           | 1981/82                                         |
| 1982                                            | Preston Guild Hall                              | Terry Griffiths                                 | 16:15                                           | Alex Higgins                                    | Coral                                           | 1982/83                                         |
| 1983                                            | Preston Guild Hall                              | Alex Higgins                                    | 16:15                                           | Steve Davis                                     | Coral                                           | 1983/84                                         |
| UK Championship – Ranglistenturnier-Status      |                                                 |                                                 |                                                 |                                                 |                                                 |                                                 |
| 1984                                            | Preston Guild Hall                              | Steve Davis                                     | 16:8                                            | Alex Higgins                                    | Coral                                           | 1984/85                                         |
| 1985                                            | Preston Guild Hall                              | Steve Davis                                     | 16:14                                           | Willie Thorne                                   | Coral                                           | 1985/86                                         |
| 1986                                            | Preston Guild Hall                              | Steve Davis                                     | 16:7                                            | Neal Foulds                                     | Tennents                                        | 1986/87                                         |
| 1987                                            | Preston Guild Hall                              | Steve Davis                                     | 16:14                                           | Jimmy White                                     | Tennents                                        | 1987/88                                         |
| 1988                                            | Preston Guild Hall                              | Doug Mountjoy                                   | 16:12                                           | Stephen Hendry                                  | Tennents                                        | 1988/89                                         |
| 1989                                            | Preston Guild Hall                              | Stephen Hendry                                  | 16:12                                           | Steve Davis                                     | Stormseal                                       | 1989/90                                         |
| 1990                                            | Preston Guild Hall                              | Stephen Hendry                                  | 16:15                                           | Steve Davis                                     | Stormseal                                       | 1990/91                                         |
| 1991                                            | Preston Guild Hall                              | John Parrott                                    | 16:13                                           | Jimmy White                                     | –                                               | 1991/92                                         |
| 1992                                            | Preston Guild Hall                              | Jimmy White                                     | 16:9                                            | John Parrott                                    | Royal Liver Assurance                           | 1992/93                                         |
| 1993                                            | Preston Guild Hall                              | Ronnie O’Sullivan                               | 10:6                                            | Stephen Hendry                                  | Royal Liver Assurance                           | 1993/94                                         |
| 1994                                            | Preston Guild Hall                              | Stephen Hendry                                  | 10:5                                            | Ken Doherty                                     | Royal Liver Assurance                           | 1994/95                                         |
| 1995                                            | Preston Guild Hall                              | Stephen Hendry                                  | 10:3                                            | Peter Ebdon                                     | Royal Liver Assurance                           | 1995/96                                         |
| 1996                                            | Preston Guild Hall                              | Stephen Hendry                                  | 10:9                                            | John Higgins                                    | –                                               | 1996/97                                         |
| 1997                                            | Preston Guild Hall                              | Ronnie O’Sullivan                               | 10:6                                            | Stephen Hendry                                  | Liverpool Victoria                              | 1997/98                                         |
| 1998                                            | Bournemouth International Centre                | John Higgins                                    | 10:6                                            | Matthew Stevens                                 | Liverpool Victoria                              | 1998/99                                         |
| 1999                                            | Bournemouth International Centre                | Mark Williams                                   | 10:8                                            | Matthew Stevens                                 | Liverpool Victoria                              | 1999/00                                         |
| 2000                                            | Bournemouth International Centre                | John Higgins                                    | 10:4                                            | Mark Williams                                   | Liverpool Victoria                              | 2000/01                                         |
| 2001                                            | York Barbican Centre                            | Ronnie O’Sullivan                               | 10:1                                            | Ken Doherty                                     | –                                               | 2001/02                                         |
| 2002                                            | York Barbican Centre                            | Mark Williams                                   | 10:9                                            | Ken Doherty                                     | Powerhouse                                      | 2002/03                                         |
| 2003                                            | York Barbican Centre                            | Matthew Stevens                                 | 10:8                                            | Stephen Hendry                                  | Travis Perkins                                  | 2003/04                                         |
| 2004                                            | York Barbican Centre                            | Stephen Maguire                                 | 10:1                                            | David Gray                                      | Travis Perkins                                  | 2004/05                                         |
| 2005                                            | York Barbican Centre                            | Ding Junhui                                     | 10:6                                            | Steve Davis                                     | Travis Perkins                                  | 2005/06                                         |
| 2006                                            | York Barbican Centre                            | Peter Ebdon                                     | 10:6                                            | Stephen Hendry                                  | Maplin Electronics                              | 2006/07                                         |
| 2007                                            | Telford International Centre                    | Ronnie O’Sullivan                               | 10:2                                            | Stephen Maguire                                 | Maplin Electronics                              | 2007/08                                         |
| 2008                                            | Telford International Centre                    | Shaun Murphy                                    | 10:9                                            | Marco Fu                                        | Maplin Electronics                              | 2008/09                                         |
| 2009                                            | Telford International Centre                    | Ding Junhui                                     | 10:8                                            | John Higgins                                    | Pukka Pies                                      | 2009/10                                         |
| 2010                                            | Telford International Centre                    | John Higgins                                    | 10:9                                            | Mark Williams                                   | 12BET.com                                       | 2010/11                                         |
| 2011                                            | York Barbican Centre                            | Judd Trump                                      | 10:8                                            | Mark Allen                                      | williamhill.com                                 | 2011/12                                         |
| 2012                                            | York Barbican Centre                            | Mark Selby                                      | 10:6                                            | Shaun Murphy                                    | williamhill.com                                 | 2012/13                                         |
| 2013                                            | York Barbican Centre                            | Neil Robertson                                  | 10:7                                            | Mark Selby                                      | williamhill.com                                 | 2013/14                                         |
| 2014                                            | York Barbican Centre                            | Ronnie O’Sullivan                               | 10:9                                            | Judd Trump                                      | Coral                                           | 2014/15                                         |
| 2015                                            | York Barbican Centre                            | Neil Robertson                                  | 10:5                                            | Liang Wenbo                                     | Betway                                          | 2015/16                                         |
| 2016                                            | York Barbican Centre                            | Mark Selby                                      | 10:7                                            | Ronnie O’Sullivan                               | Betway                                          | 2016/17                                         |
| 2017                                            | York Barbican Centre                            | Ronnie O’Sullivan                               | 10:5                                            | Shaun Murphy                                    | Betway                                          | 2017/18                                         |
| 2018                                            | York Barbican Centre                            | Ronnie O’Sullivan                               | 10:6                                            | Mark Allen                                      | Betway                                          | 2018/19                                         |
| 2019                                            | York Barbican Centre                            | Ding Junhui                                     | 10:6                                            | Stephen Maguire                                 | Betway                                          | 2019/20                                         |
| 2020                                            | Milton Keynes – Marshall Arena                  | Neil Robertson                                  | 10:9                                            | Judd Trump                                      | Betway                                          | 2020/21                                         |
| 2021                                            | York Barbican Centre                            | Zhao Xintong                                    | 10:5                                            | Luca Brecel                                     | Cazoo                                           | 2021/22                                         |
| 2022                                            | York Barbican Centre                            | Mark Allen                                      | 10:7                                            | Ding Junhui                                     | Cazoo                                           | 2022/23                                         |
| 2023                                            | York Barbican Centre                            | Ronnie O’Sullivan                               | 10:7                                            | Ding Junhui                                     | MrQ                                             | 2023/24                                         |
| 2024                                            | York Barbican Centre                            | Judd Trump                                      | 10:8                                            | Barry Hawkins                                   | Victorian Plumbing                              | 2023/24                                         |